# Bernstein (Burgenland)
Pour les articles homonymes, voir Bernstein.
Bernstein (en hongrois Borostyánkő) est une commune d'Autriche du district d'Oberwart, dans le Burgenland. L'explorateur et aviateur László Almásy est né dans le château de Bernstein.